# يعقوب السعدي
يعقوب السعدي (مواليد 13 يونيو 1976) هو سبّاح إماراتي. شارك في الألعاب الأولمبية الصيفية 2016 في سباق 100 متر ظهر وحقق توقيتا قدره 59.58 ثانية في التصفيات ولكنه لم يتأهل إلى نصف النهائي.

## وصلات خارجية
- يعقوب السعدي على موقع أوليمبيديا (الإنجليزية)